# IC 4882
IC 4882 — галактика типу SBb (компактна витягнута галактика) у сузір'ї Телескоп.
Цей об'єкт міститься в оригінальній редакції індексного каталогу.